# Китник колінчастий
{{#ifeq:0|0|{{#if:|{{#if:Alopecurusgeniculatus|[[]}}|}}}}
Китник колінчастий (Alopecurus geniculatus) — вид трав'янистих рослин родини тонконогові (Poaceae).

## Опис
Стебла від притиснутих до прямих, часто вкорінюються в нижніх вузлах, до 50 см завдовжки. Листя шириною 4–8 мм; язички 2–5 мм, тупі. Волоті 1.5–7 x 0.3–0.7 мм. Колоски 2–3(3.5) мм завдовжки. Пиляки 0.8–2 мм, жовті або фіолетові. Плід — зернівка. 2n=28.

## Поширення
Північна Африка: Алжир, Марокко; Європа: більша частина, у т.ч. Україна; Азія: Туреччина — Чанаккале, Індія, Непал. Введений: Гренландія, Канада, США, субантарктичні острови, Австралія, Нова Зеландія та ін. Населяє болота, вологі луки, канави краї ставків.
В Україні росте по берегах водойм, канав, на вологих луках — у лісових і лісостепових районах, досить часто; заходить в північну частину Степу.

## Галерея

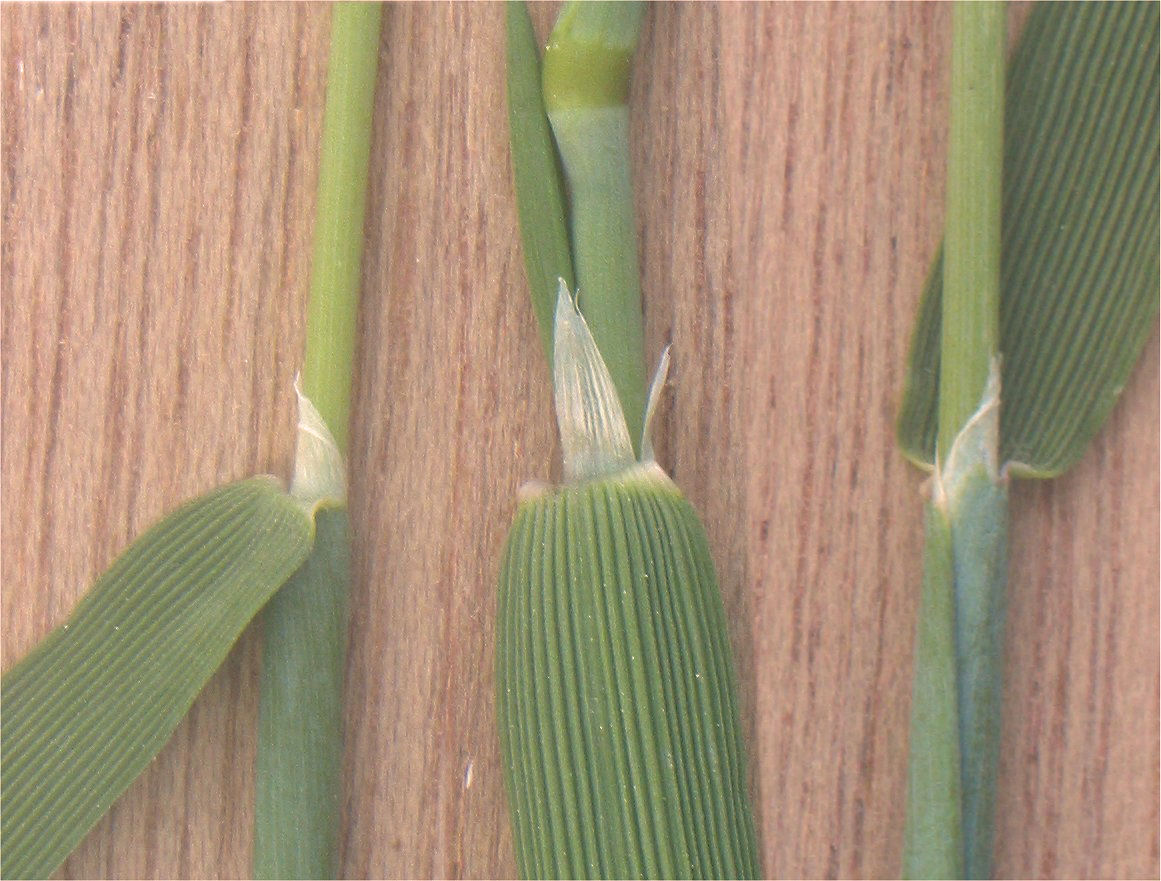
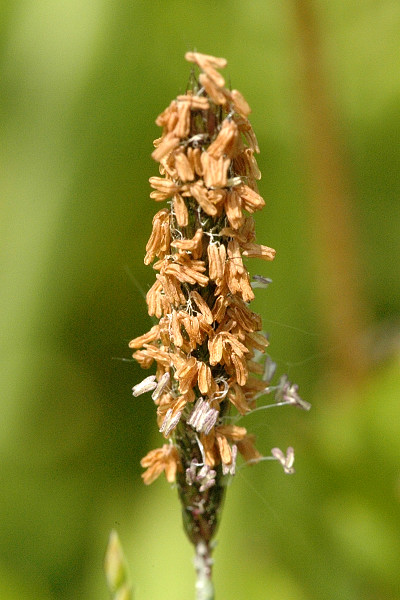
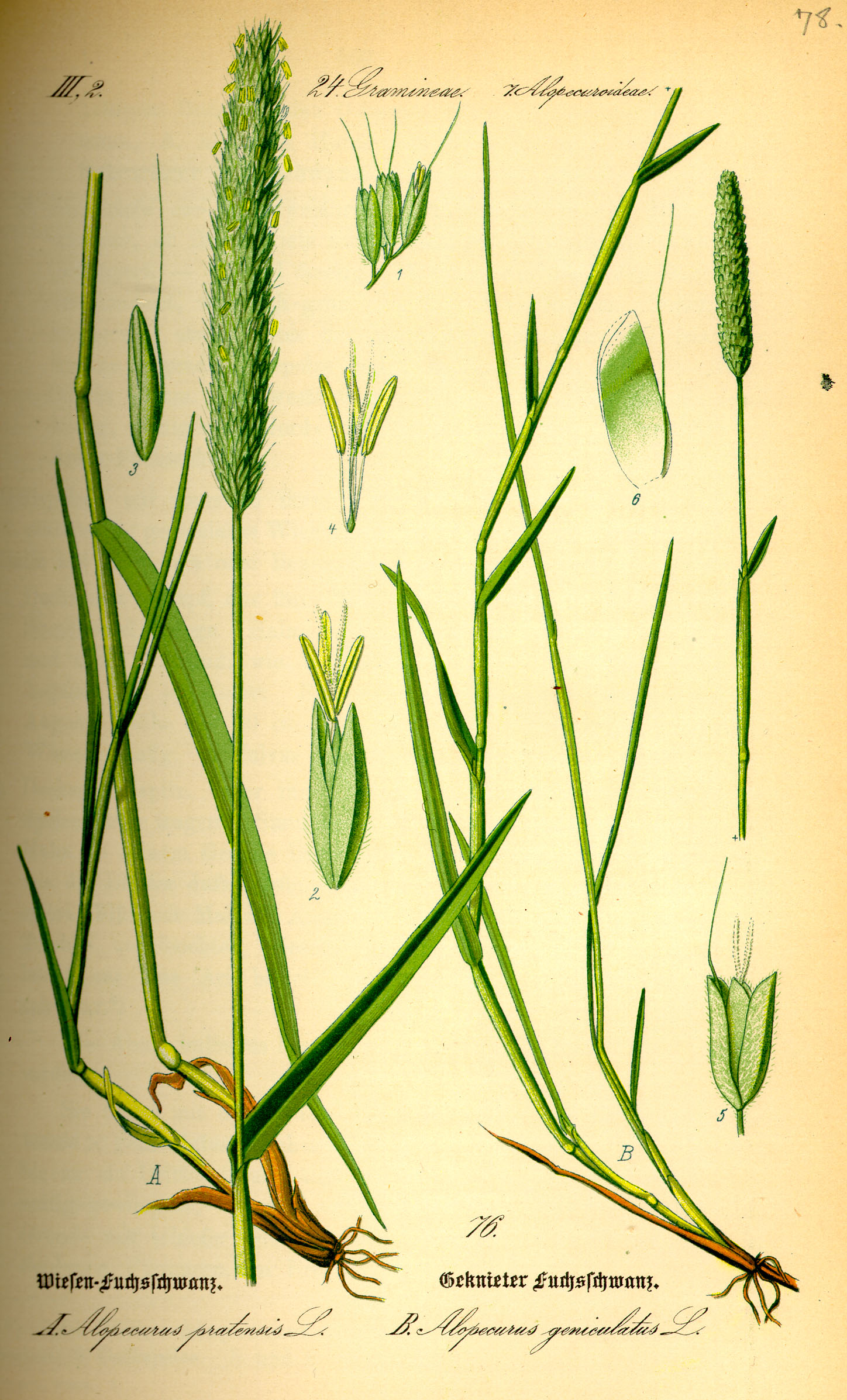
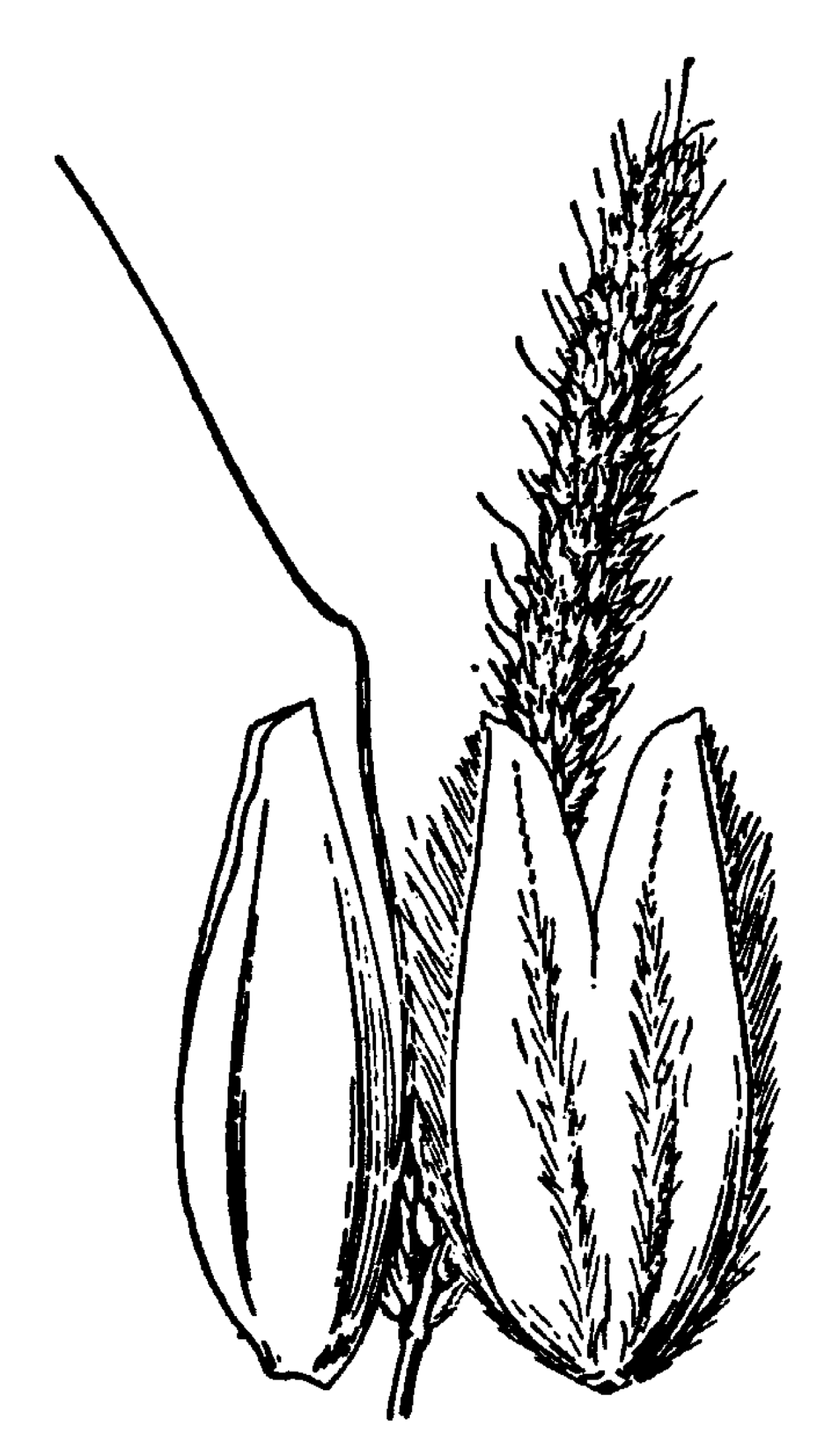